# Гайдельберзька університетська бібліотека
Гайдельберзька університетська бібліотека (нім. Universitätsbibliothek Heidelberg) — головна наукова бібліотека Гайдельберзького університету. Найстаріша університетська бібліотека Німеччини. Заснована 1386 року.

## Історія
Бібліотеку було засновано 1386 року одночасно з Гайдельберзьким університетом. У кінці 14 — на початку 15 століття при університеті вже існували три бібліотеки: книгозбірня факультету наук і мистецтв, книгозбірня вищих факультетів та книгозбірня при університеській церкві Святого Духа. Основою факультетських бібліотеки, які входять сьогодні до системи Гайдельберзької університетської бібліотеки, становлять приватні бібліотеки науковців університету, передані у книжкові фонди факультетів. Бібліотека церкви Святого Духа також була відкрита для наукових студій. Своєю розбудовою бібліотека завдячує курфюрсту Оттгайнріху (1556–1559), який розпорядився перенести бібліотеку Гайдельберзького замку до церковної книгозбірні й заповів це зібрання університетові. Таким чином Оттгайнріх започаткував майбутню Палатинську бібліотеку, до якої з часом додалася багата приватна бібліотека Ульріха Флюггера. Палатинська бібліотека за кілька десятиліть стала однією з провідних бібліотек тогочасного світу.
1622 року, після захоплення бібліотеки Йоганном фон Тіллі в ході Тридцятилітньої війни, герцог Максиміліан I Баварський подарував Палатинську бібліотеку папі Григорію XV. До Риму було перевезено більше 3500 рукописів та близько 13000 друкованих книг.
Відродження університетської бібліотеки почалося в процесі реорганізації Гайдельберзького університету на початку XIX століття. Її основою стали книгозбірні секуляризованих монастирів Залем та Петерсгаузен. 1816 року після тривалих перемовин вдалося частково повернути до Гайдельберга Палатинську бібліотеку: 847 німецьких рукописів (Codex Palatinus Germanicus) з Витикану та деякі латинські та грецькі книги, що зберігалися в Парижі. 1888 року до Гайдельберга з Національної бібліотеки Франції було повернуто знаменитий рукописний Codex Manesse.
1905 року було відкрито нове приміщення бібліотеки, яке використовується й до сьогодні. Будівля, споруджена в стилі пізнього історицизму, поєднує елементи французького ренесансу та німецького югендштилю.

## Фонди
Центральна бібліотека Гайдельберзького університету (без факультетських) має 3,09 млн одиниць зберігання, з них 980 000 томів «давнього фонду», опублікованих до 1900 року. Щороку бібліотека поповнюється на 75 000 одиниць зберігання.
Фонд рідкісної книги складається з 6800 давніх рукописів, 1800 інкунабул, 110 500 автографів. До цього фонду належить також колекція старовинних мап, графічних робіт, малюнків, фотографій.
Перлиною бібліотеки є знаменитий Codex Manesse (Cod. Pal. germ. 848). Ця рукописна збірка пісень була створена між 1300 та 1340 роками в Цюриху. На 426 пергаментних аркушах кодексу представлено 6000 строф 140 поетів. У кодексі є 137 портретів мінезингерів на повну сторінку.
Велику цінність становлять також латинські рукописи 10-18 століть з бібліотек абатства Залем та монастиря Петерсгаузен, численні автографи та приватні книгозбірні, рукописи лондонського книгаря Ніколауса Трюбнера, а також грамоти, інкунабули та стародруки.
У графічній колекції зберігаються портрети й пейзажі, виконані в різних техніках, а також історичні фотографії.
Велика частина рідкісних видань бібліотеки оцифрована й доступна через інтернет.